# تشارلز كينغستون
تشارلز كينغستون (بالإنجليزية: Charles Kingston)‏ (5 ديسمبر 1865 بنورثامبتون في المملكة المتحدة - 14 أكتوبر 1917) هو لاعب كريكت بريطاني (وحمل سابقاً جنسية المملكة المتحدة لبريطانيا العظمى وأيرلندا). لعب مع نادي مقاطعة نورثامبتونشير للكريكت ‏ وDemerara cricket team ‏.

## وصلات خارجية
- تشارلز كينغستون على موقع إي آس بي آن كريك إنفو (الإنجليزية)